# Lauren Smith

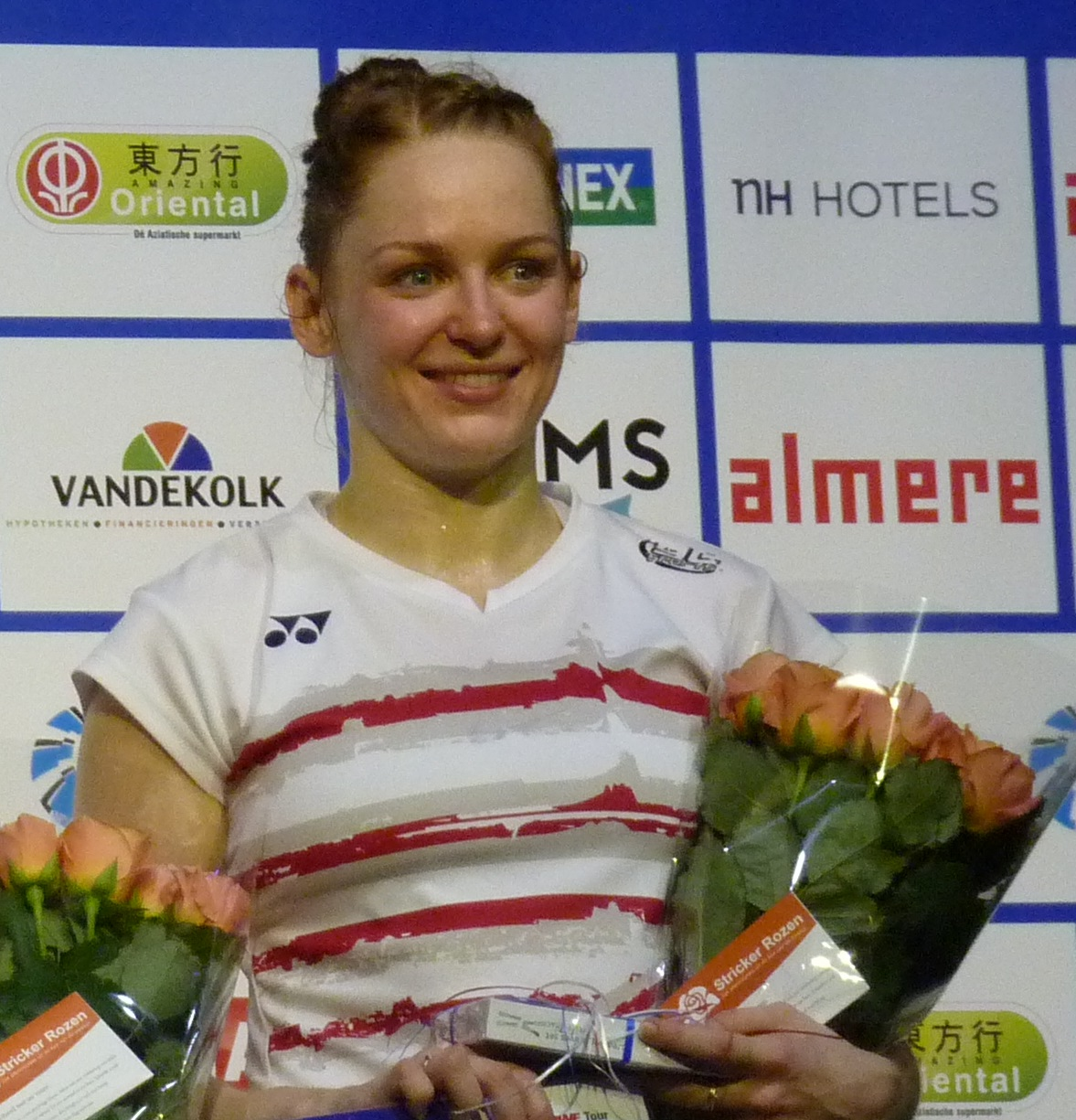
Lauren Smith, 2018

Lauren Smith (* 26. September 1991 in Carlisle) ist eine englische Badmintonspielerin.

## Karriere
Lauren Smith wurde bei der Badminton-Junioreneuropameisterschaft 2009 Dritte im Mixed mit Ben Stawski. 2010 und 2011 gewann sie die Portugal International im Damendoppel mit Alexandra Langley. Bei der Badminton-Weltmeisterschaft 2011 wurden beide 17. im Damendoppel. 2011 siegte sie auch bei den Türkiye Open Antalya im Mixed mit Ben Stawski. Mit ihm gewann sie auch den Mixed-Wettbewerb bei den Polish International im Jahre 2012. 2019 siegte sie bei den Azerbaijan International.